# لويس أوتيرو
لويس أوتيرو سانشيز إنسيناس (بالإسبانية: Luis Otero)‏ (22 أكتوبر 1893 - 20 يناير 1955)، كان لاعب كرة قدم إسباني، شارك في الألعاب الأولمبية الصيفية 1920، ولد في بونتيفيدرا، وكان لاعبا في المنتخب الإسباني لكرة القدم عندما فاز بالميدالية الفضية في مسابقة كرة القدم بأوليمبياد 1920.

## وصلات خارجية
- لويس أوتيرو على موقع قاعدة بيانات كرة القدم.إي يو (الإنجليزية)
- لويس أوتيرو على موقع ناشيونال فوتبول تيمز (الإنجليزية)
- لويس أوتيرو على موقع أوليمبيديا (الإنجليزية)
- profile